# Jan Legrand
Jan Legrand (* 25. Dezember 1936 in Amsterdam; † 29. Juni 2021) war ein niederländischer Radrennfahrer und nationaler Meister im Radsport.

## Sportliche Laufbahn
Jan Legrand war im Straßenradsport und im Bahnradsport aktiv. Von 1963 bis 1966 war er Unabhängiger und Berufsfahrer. 1966 gewann er die nationale Meisterschaft im Steherrennen der Profis. 1965 und 1967 wurde er Meisterschaftsdritter. 1963 kam er in der Meisterschaft der Profisprinter auf den dritten Rang. Die Vuelta a España 1962 beendete er nicht.

## Berufliches
Le Grand wurde nach seiner aktiven Karriere bekannt als Konstrukteur von Fahrradrahmen. Einige Zeit arbeitete er als Chefmechaniker im Radsportteam TI-Raleigh.